# 로버트 레슬러
로버트 레슬러(Robert K. Ressler, 1937년 2월 15일~2013년 5월 5일)는 전 FBI 요원이자 저자이다. 그는 연쇄 살인범의 영어 낱말 serial killer(시리얼 킬러)를 만들어낸 사람으로, 1970년대에 범인의 정신학적 프로파일링에 중대한 역할을 하였다.
그는 시카고에서 태어났다. 1970년에는 FBI로 들어가기 전에 미군에 복무하였다.

## 저서
- 《성적 살인의 유형과 동기》(Sexual Homicide: Patterns and Motives; 앤 울버트 버지스·존 더글러스와 공저, 1988년)
- 《살인자들과의 인터뷰》(Whoever Fights Monsters: My Twenty Years Tracking Serial Killers for the FBI; 1992년)
- Justice Is Served (톰 섀치트먼과 공저, 1994년)
- I Have Lived In the Monster (1998년)

## 같이 보기
- 연쇄 살인범